# Фукс, Георг Матиас
Георг Матиас Фукс (нем. Georg Mathias Fuchs; (9 октября 1719 года, Регенсбург — 5 апреля 1797 года, Копенгаген) — датский художник-портретист и исторический художник немецкого происхождения.

## Биография

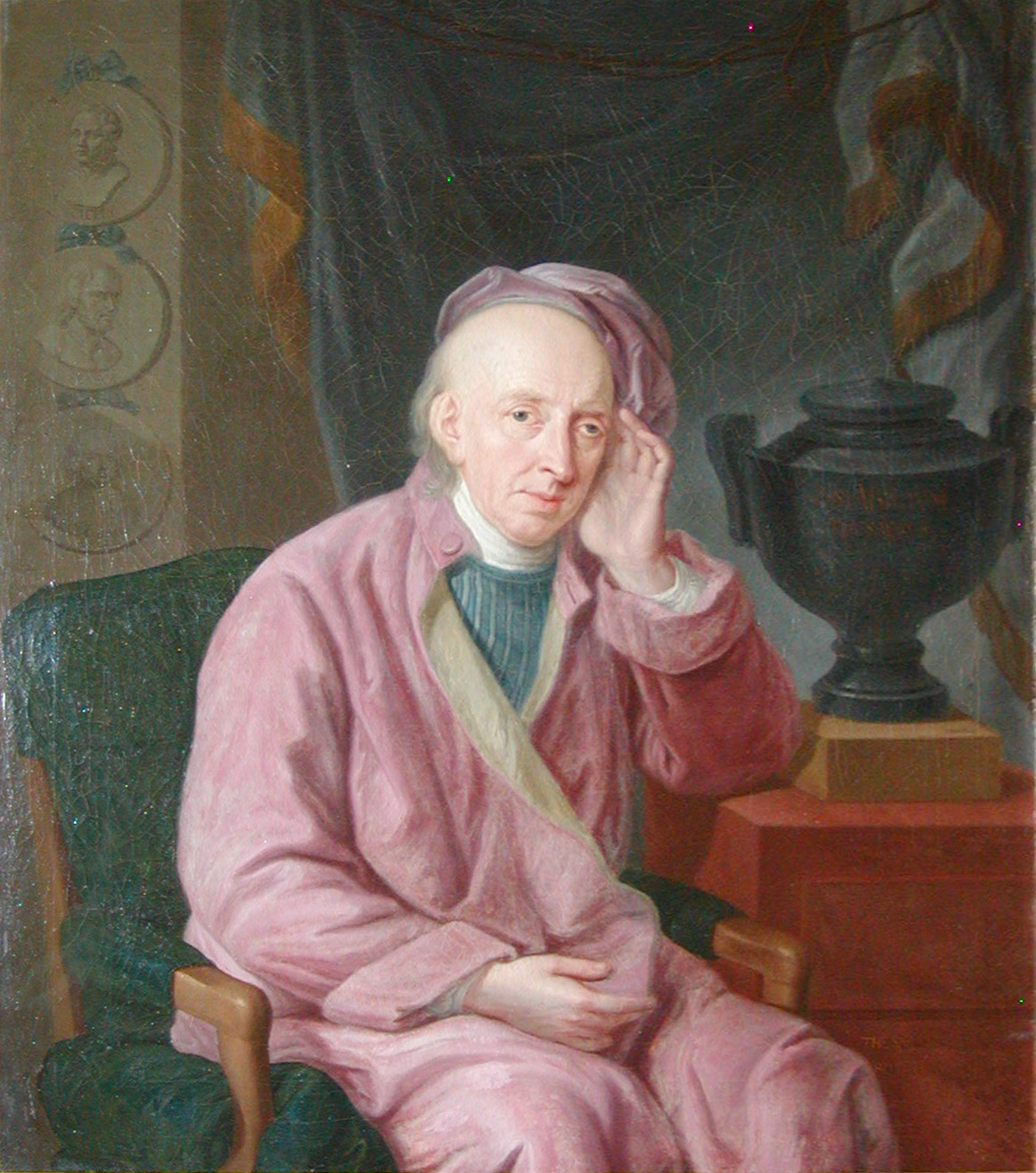
Портрет Болле Виллума Люксдорфа, датского поэта и историка

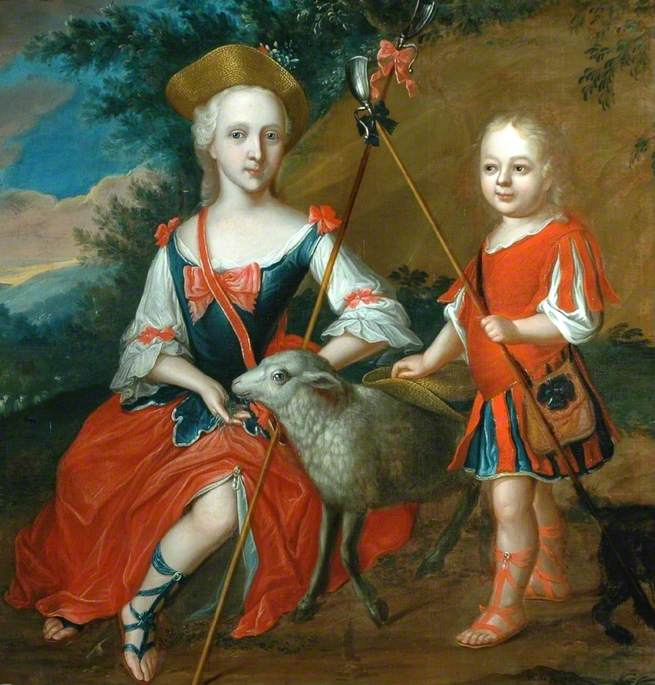
Мальчик и девочка в костюмах пастуха и пастушки

Георг Матиас Фукс родился 9 октября 1719 года в Регенсбурге (Германия).
Его отец был хранителем в Tринитарианской церкви в Регенсбурге. Шесть лет он учился в Венеции у исторического художника и декоратора Якопо Амигони. После завершения учёбы в 1747 году, он отправился в Вену, затем в Копенгаген, куда прибыл в 1753 году. В следующем году он был приглашен для выполнения декоративных работ в замке Фреденсборг (Дания). Он также стал посещать Датскую Королевскую Академию Изящных Искусств и в 1755 году выиграл там серебряную медаль. В 1756 году ему не удалось выиграть конкурс и получить золотую медаль.
Фукс женился в апреле 1756 года на Биргитте Луизе Берг (23 августа 1733 года, Копенгаген — 29 ноября 1802 года), дочери трактирщика Кристиана Берга и его супруги Хедевиги Педерсдаттер.
В 1768 году занял должность преподавателя рисования в Датской Королевской Военной Академии, где преподавал до конца жизни. Считается, что эту должность Георг Фукс получил, благодаря договоренности с художником Витусом Монрадом (1738—1789), которому отдавал половину зарплаты (200 рупий), но детали этой истории пока неизвестны. В 1776 году он получил датское гражданство. Четыре года спустя, он подал заявление на должность профессора Академии, но звания профессора не получил на том основании, что на эту должность претендовали лучшие художники («first merit»).
Хотя в первую очередь Фукс интересовался исторической живописью, большую часть времени он уделял написанию портретов и созданию декоративных работ. Как портретист, он не пользовался особым успехом, но его декоративные картины, написанные под влиянием итальянских художников, были очень популярны. Сотрудничал с несколькими известными в то время архитекторами, особенно удачными были его украшения дверных проемов. Известный архитектор Георг Эрдман Розенберг неоднократно обращался к нему, когда нужно было делать декоративные элементы для украшения зданий.
Фукс считается одним из последних датских художников, творивших под влиянием венецианских мастеров. Его творчество началось в период, уходивший корнями в эпоху рококо, но застал художник и наступившую эру классицизма. Для произведенийй Фукса характерно использование ярких, светлых красок, приятных сюжетов.
Он создал несколько жанровых картин, многие из них были задокументированы аукционным каталогом (1787) поместья Отто Тотта. В 1798 году его семья продала жанровые картины и портреты, также задокументированные в каталоге. Многие из работ, перечисленные в этих каталогах, пропали.
Скончался Георг Матиас Фукс 5 апреля 1797 года в Копенгагене, похоронен на кладбище Святого Николая.

## Портреты
- Софи Луиза Шарлотта Баден
- Неизвестный мужчина (1762, Фёрде Кирке, Норвегия)
- Иоахим Дитрих Каппель (1764, Академия хирургии, Копенгаген)
- Неизвестный мальчик с птичьей клеткой (1765 г., частное владение)
- Миссис Далеруп (1766, бывшая коллекция Йохана Хансена)
- Фридрих Людвиг фон Ден (1766, Danmarks Apotekerforening)
- Конрад Вильгельм Алефельдт (1769, музей Фредериксборга)
- Виллум Беррегаард (1769, семейный владелец)
- Отто Тотт (1770 г., 2 копии, Гавнё и Копенгагенский университет)
- Кристиан Йохан Бергер (1775, 2 экз., Rigshospitalet)
- Адам Кристофер фон Хольстен (1777, Лангесо)
- Ряд рисунков и гравюр b.a. К. Либенберг, Оле Бендцен (1782 г.), Антон Кароликопски и Бартольд Йохан Лодде (1786 г.) (исполнены для Болле Виллума Люксдорфа 1780-87 гг., 10 из них в Коллекции медных плит и 1 в Музее Фредериксборга)
- Вдова королевы Джулиана Мари (1782, бывшая коллекция Йохана Хансена)
- Болле Виллум Люксдорф (1782, Frederiksborgmuseet, вышивка Георгом Хаасом)
- Кристиан Фредерик Гольштейн-Ратлу (1782, Frederiksborgmuseet)
- Дидерик де Тура (1784, Frederiksborgmuseet, вышивка Мено Хаасом 1785)
- Ханс Расмуссен Ланге
- Людвиг Фердинанд Рёмер (играет Георг Вильгельм Бауренфайнд)
- Генрих Карл фон Шиммельманн (Замок Аренсбург)
- Неизвестная дама за туалетным столиком (Vestsjællands Kunstmueum)
- Художник с семьей в своей мастерской (продан на аукционе Отто Тотта 1787 г.)
- Известный (как упоминалось выше)
- Ханс Реймер Райерсен